# Хейловщина
Хейловщина (укр. Хейлівщина) — село,
Хейловщинский сельский совет,
Чернухинский район,
Полтавская область,
Украина.
Код КОАТУУ — 5325185501. Население по переписи 2001 года составляло 463 человека.
Является административным центром Хейловщинского сельского совета, в который, кроме того, входят сёла
Новый Артополот,
Александровка и
Чаплинка.

## Географическое положение
Село Хейловщина находится на расстоянии в 1 км от сёл Чаплинка и Яцюково,
в 1,5 км от села Новый Артополот и в 2-х км от села Богдановка.
По селу протекает пересыхающий ручей с запрудой.
На территории села имеется ботанический памятник природы местного значения «Хейловщинский дуб» (возрастом около 500 лет).

## История
- Начало XIX века — упоминается как хутор Хейловский-Казенный.